# (2502) Nummela
(2502) Nummela est un astéroïde de la ceinture principale.

## Description
(2502) Nummela est un astéroïde de la ceinture principale. Il fut découvert le 3 mars 1943 à Turku par Yrjö Väisälä. Il présente une orbite caractérisée par un demi-grand axe de 2,94 UA, une excentricité de 0,22 et une inclinaison de 17,8° par rapport à l'écliptique.

## Compléments